# UFC Fight Night: Holohan vs. Smolka
UFC Fight Night: Holohan vs. Smolka è stato un evento di arti marziali miste tenuto dalla Ultimate Fighting Championship svolto il 24 ottobre 2015 al 3Arena di Dublino, Irlanda.

## Retroscena
Questo è stato il terzo evento organizzato dalla UFC a Dublino, dopo UFC 93 nel gennaio del 2009 e UFC Fight Night: McGregor vs. Brandao a luglio del 2014.
Nel main event della card avrebbero dovuto affrontarsi, nella categoria dei pesi leggeri, Dustin Poirier e Joseph Duffy. Tuttavia, il 21 ottobre, Duffy fu costretto a rinunciare all'incontro a causa di una leggera commozione cerebrale subita durante una sessione di sparring; ciò portò alla cancellazione dell'incontro. L'incontro dei pesi mosca, tra Patrick Holohan e Louis Smolka, venne spostato come main event della card. Questo fu il secondo evento ad avere come match principale un incontro di soli tre round; il primo fu ad UFC 161 del 2013.
Nel co-main event dovevano affrontarsi nella categoria dei pesi massimi Stipe Miočić e Ben Rothwell, in un match che molto probabilmente avrebbe decretato il prossimo sfidante al titolo dei pesi massimi UFC. Tuttavia, Miocic venne rimosso dall'evento il 13 ottobre dopo essersi infortunato. Successivamente, anche Rothwell venne tolto dalla card il giorno dopo.

## Risultati
|                  | Divisione       |                  |                 |                 | Metodo                                      | Round           | Tempo           | Premio          |
| Card Principale  | Card Principale | Card Principale  | Card Principale | Card Principale | Card Principale                             | Card Principale | Card Principale | Card Principale |
| ---------------- | --------------- | ---------------- | --------------- | --------------- | ------------------------------------------- | --------------- | --------------- | --------------- |
|                  | Pesi Mosca      | Louis Smolka     | batte           | Patrick Holohan | Sottomissione (rear-naked choke)            | 2               | 4:09            |                 |
|                  | Pesi Leggeri    | Norman Parke     | batte           | Reza Madadi     | Decisione unanime (30-27, 30-27, 30-27)     | 3               | 5:00            |                 |
|                  | Pesi Welter     | Darren Till      | batte           | Nicolas Dalby   | Parità di maggioranza (29-28, 28-28, 28-28) | 3               | 5:00            | FOTN            |
|                  | Pesi Mosca      | Neil Seery       | batte           | Jon Delos Reyes | Sottomissione (ghigliottina)                | 2               | 4:12            | POTN            |
| Card Preliminare |                 |                  |                 |                 |                                             |                 |                 |                 |
|                  | Pesi Leggeri    | Stevie Ray       | batte           | Mickael Lebout  | Decisione unanime (29-28, 30-27, 30-27)     | 3               | 5:00            |                 |
|                  | Pesi Paglia (F) | Aisling Daly     | batte           | Ericka Almeida  | Decisione unanime (30-27, 29-28, 29-27)     | 3               | 5:00            |                 |
|                  | Pesi Medi       | Krzysztof Jotko  | batte           | Scott Askham    | Decisione non unanime (29-28, 28-29, 29-28) | 3               | 5:00            |                 |
|                  | Pesi Welter     | Tom Breese       | batte           | Cathal Pendred  | KO Tecnico (pugni)                          | 1               | 4:37            | POTN            |
|                  | Pesi Piuma      | Darren Elkins    | batte           | Rob Whiteford   | Decisione unanime (30-27, 30-27, 30-27)     | 3               | 5:00            |                 |
|                  | Pesi Medi       | Garreth McLellan | batte           | Bubba Bush      | KO Tecnico (pugni)                          | 3               | 4:58            |                 |

## Premi
I lottatori premiati ricevettero un bonus di 50.000 dollari.
Legenda:
- FOTN: Fight of the Night (vengono premiati entrambi gli atleti per il miglior incontro dell'evento)
- POTN: Performance of the Night (viene premiato il vincitore per la migliore performance dell'evento)

## Incontri Annullati
|  | Divisione    |                |        |              | Motivo                              |
|  | ------------ | -------------- | ------ | ------------ | ----------------------------------- |
|  | Pesi Massimi | Stipe Miočić   | contro | Ben Rothwell | Miocic subì un infortunio           |
|  | Pesi Leggeri | Dustin Poirier | contro | Joseph Duffy | Duffy subì una commozione cerebrale |